# Иван Качулев
Иван Великов Качу̀лев е български фолклорист, етномузиколог.

## Биография
Роден е на 4 юни 1905 г. в Ямбол. През 1938 г. завършва пиано в Теоретичния отдел на Националната музикална академия при Тамара Янкова. От 1946 до 1949 г. е асистент в отдела за народна музика в Народен етнографски музей. През 1948-1952 г. преподава пиано в Държавна музикална академия. През 1949 г. е избран за научен сътрудник, а през 1956 г. за старши научен сътрудник в Института по музикознание при Българска академия на науките. Като фолклорист и музиколог има принос в изследването на българските народни музикални инструменти и записването на голям брой музикални мелодии и народни песни.

## Творчество
Иван Качулев е автор на редица научни трудове за българските народни музикални инструменти, а голяма част от тях са публикувани специалните издания на комплексните научни експедиции на БАН в различни части на България.
- „Тамбурите в Разложко“ (1952 г.)
- „Български народни песни за Русия и Съветския съюз“ (1953 г.)
- „Свиркарството в село Шипка“ (1955 г.)
- „Състояние на народната музика в Родопите“ (1955 г.)
- „Овчарските звънци в град Гоце Делчев“ (1955 г.)
- „Народни музикални инструменти в Добруджа“ (1956 г.)
- „Народните инструменти и инструменталната народна музика на българските мохамедани в Родопите“ (1962 г.)
- „Български духови двугласни народни инструменти. Гайди и двоянки“ (1965 г.)[1]
- „Народни песни от Североизточна България“ (1962, 1973 г.)[2]